# Superman (film din 2025)
Superman este un film american cu supereroi din 2025, scris și regizat de James Gunn. Îi are în distribuție pe David Corenswet în rolul principal Superman, Rachel Brosnahan, Nicholas Hoult, Edi Gathegi, Anthony Carrigan, Nathan Fillion și Isabela Merced. Face parte din Universul DC.
Filmul a fost lansat în cinematografele din Statele Unite pe 11 iulie 2025 și în aceeași zi și România. Filmul a primit recenzii pozitive din partea criticilor și a încasat aproape 262 de milioane de dolari, față de un buget de 225 de milioane de dolari.

## Rezumat
Jor-El și Lara Lor-Van își trimit fiul mic, Kal-El, pe Pământ pentru a scăpa de distrugerea planetei lor natale, Krypton . Crescut ca Clark Kent de părinții adoptivi Jonathan și Martha Kent în Smallville , Kansas , kryptonianul dobândește puteri incredibile de la Soare. Treizeci de ani mai târziu, inspirat de mesajul de adio al lui Jor-El și al Larei, jumătate din care a fost deteriorat în călătorie, Clark se prezintă lumii ca Superman , cel mai puternic meta-uman de pe Pământ. Trei ani mai târziu, Clark își păstrează identitatea secretă și un loc de muncă de reporter pentru Daily Planet în Metropolis , unde lucrează alături de Jimmy Olsen și Lois Lane , acesta din urmă fiind într-o relație cu Clark și conștient de identitatea sa secretă.
Superman oprește o invazie a Boraviei, un aliat al Statelor Unite, în țara vecină Jarhanpur. Trei săptămâni mai târziu, miliardarul Lex Luthor îl asigură pe generalul Rick Flag Sr. și pe alții din guvernul SUA - care se întreabă dacă Superman ar putea fi o amenințare - că îl poate ucide pe Superman dacă este necesar. Superman pierde prima sa luptă împotriva misteriosului „Ciocan din Boravia”, care citează implicarea lui Superman în război ca motiv pentru acțiunile sale. Cu toate acestea, fără știrea lumii, Ciocanul este de fapt Ultraman , controlat de Luthor folosind drone. Krypto - un câine superputernic mângâiat de Superman - îl duce pe Superman rănit înapoi la Fortăreața Singurătății din Antarctica , unde este vindecat cu radiații solare concentrate . Mai târziu, Luthor invadează în secret fortăreața alături de Ultraman și Inginer , fură mesajul de adio de la Jor-El și Lara și îl decodează în întregime, înainte de a-l răpi pe Krypto.
În timp ce Superman și Banda Justiției - o echipă de eroi compusă din Green Lantern , Mister Terrific și Hawkgirl - luptă împotriva unui kaiju lansat de Luthor ca diversiune, Luthor transmite întregul mesaj kryptonian lumii. Spre șocul lui Superman, în a doua jumătate a mesajului, părinții săi îl îndeamnă să cucerească Pământul și să ia câte soții este necesar pentru a restaura rasa kryptoniană. Opinia publică se întoarce împotriva lui Superman, iar acesta se predă voluntar guvernului pentru a fi interogat; datorită puterii lui Superman, Flag îi dă custodia eroului lui Luthor.
Luthor îl închide pe Superman în universul său artificial de buzunar , unde își ține inamicii, inclusiv pe Krypto și metaumanul Metamorpho . Folosindu-l pe fiul bebeluș al lui Metamorpho, Joey, ca ostatic, Luthor îl obligă să creeze Kryptonită pentru a-l face pe Superman neputincios. Prietena lui Luthor, Eve Teschmacher , îndrăgostită de Jimmy, dezvăluie că Luthor o susține în secret pe Boravia în schimbul a jumătate din teritoriul lui Jarhanpur, furnizând dovezi fotografice ale complotului înainte de a fi ea însăși închisă. Luthor îl interoghează pe Superman folosindu-l pe Malik Ali, unul dintre susținătorii acestuia din urmă, ca ostatic înainte de a-l ucide pe Malik. Acest lucru îl determină pe Metamorpho, îngrozit, să-l ajute pe Superman să scape, iar cei doi îi eliberează pe Joey și Krypto. Lois îl convinge pe Mister Terrific să-l ajute să-l găsească pe Superman, iar ei intră în universul de buzunar, salvându-i pe eroi și ducându-l pe Superman la ferma Kent pentru a se recupera. Furios pe evadarea lui Superman, Luthor își pune oamenii să mărească puterea reactorului universului de buzunar pentru a-l atrage pe Superman afară, creând o ruptură care începe să sfâșie orașul.
În timp ce Green Lantern, Metamorpho și Hawkgirl opresc o a doua invazie boraviană asupra orașului Jarhanpur, Superman și Mister Terrific se luptă cu Inginerul și Ultraman, pe măsură ce ruptura tot mai mare se apropie de Metropolis. Hawkgirl îl doboară fatal pe Vasil Ghurkos, președintele Boraviei, de la o înălțime mare. După ce îl învinge pe Inginer, Superman îl demască pe Ultraman, dezvăluindu-l a fi o clonă a sa. Luthor este atât de hotărât să-l învingă pe Superman încât refuză să închidă ruptura, care împarte orașul în jumătate. Superman și Ultraman se angajează într-o lungă confruntare la ruptură, Superman câștigând prinzându-l pe Ultraman într-un autobuz tras într-o gaură neagră sub ruptură. Superman și Mister Terrific merg la sediul LuthorCorp pentru a opri reactorul, închizând ruptura. Banda Justiției este celebrată ca eroi alături de cel mai nou membru al lor, Metamorpho. Între timp, Lois și Jimmy dezvăluie publicului planul lui Luthor, curățându-l pe Superman de numele său.
Luthor și tovarășii săi sunt arestați, iar toți cei prinși în universul său de buzunar, inclusiv Eva, sunt eliberați. Mai târziu, în timp ce Superman își revine după rănile suferite la Fortăreața Singurătății, verișoara sa, Kara Zor-El, se întoarce beată să-l ia pe Krypto. Pentru a se relaxa în timpul procesului de vindecare, urmărește imagini cu amintirile din copilăria sa din Smallville, când creștea cu Jonathan și Martha ca părinți.

## Distribuție

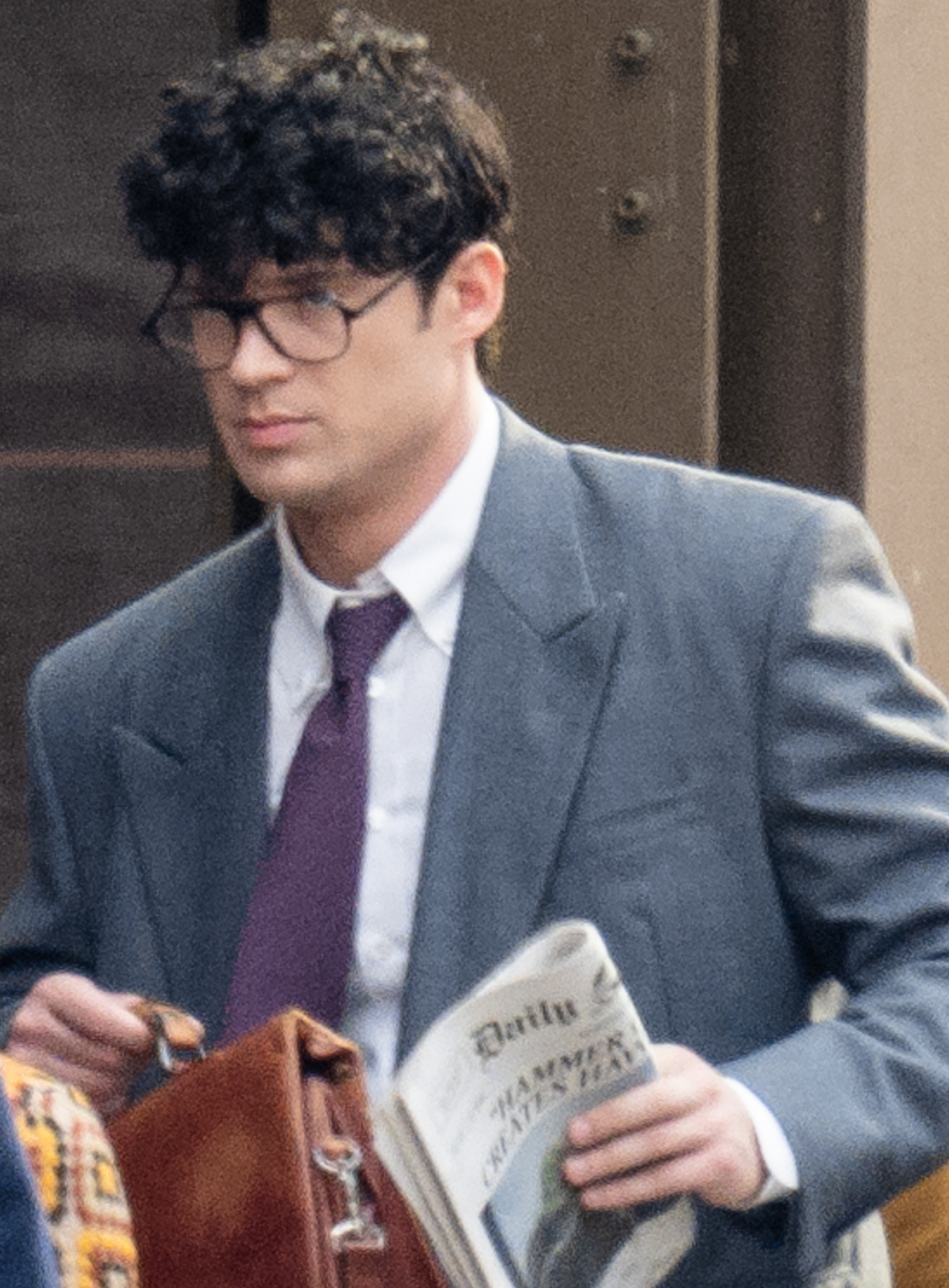
David Corenswet în rolul lui Clark Kent / Superman

- David Corenswet în rolul lui Clark Kent / Superman și Ultraman / Hammer of Boravia : Un supraviețuitor de pe planeta distrusă Krypton care trăiește pe Pământ ca supererou. El își păstrează o identitate separată la locul de muncă, lucrând ca jurnalist pentru Daily Planet în Metropolis.
- Rachel Brosnahan în rolul lui Lois Lane : O reporteră pentru Daily Planet , colegă cu Clark, care „nu este atât de sigură de el” și trebuie convinsă că are o relație cu el.
- Nicholas Hoult în rolul lui Lex Luthor : CEO-ul LuthorCorp și inamicul lui Superman, care îl urăște pe Superman pentru că are puterea de a face orice, dar nu se aliniază cu propriile convingeri ale lui Luthor.
- Edi Gathegi în rolul lui Michael Holt / Mister Terrific : Un supererou și inventator care folosește o varietate de gadgeturi de înaltă tehnologie pentru a combate crima, și este membru al Bandei Justiției.
- Anthony Carrigan în rolul lui Rex Mason / Metamorpho : Un arheolog și supererou care poate „transforma elemente din corpul său în diverse forme”.
- Nathan Fillion în rolul lui Guy Gardner / Green Lantern : Un pacificator galactic abraziv din Corpul Lanternelor Verzi și membru al Bandei Justiției.
- Isabela Merced în rolul Kendra Saunders / Hawkgirl : O supereroină cu aripi și diverse arme corp la corp, membră a Bandei Justiției. Este reîncarnată dintr-un extraterestru, păstrându-și amintirile și traumele din trecut cu un comportament morocănos.